# برايان بيل (عالم طيور)
برايان بيل (بالإنجليزية: Brian Douglas Bell)‏ هو عالم طيور نيوزيلندي، ولد في 5 مارس 1930، وتوفي في 1 أكتوبر 2016.